# 罗伯特·A·塔夫脱
罗伯特·阿方索·塔夫脱（英語：Robert Alphonso Taft，1889年9月8日—1953年7月31日），美国保守主义政治人物，共和党党员，1939年至1953年间为俄亥俄州联邦参议员。他是塔夫脱家族的一员，为美国总统威廉·霍华德·塔夫脱的长子。
塔夫脱是参议院中罗斯福新政的主要反对者之一。在罗斯福总统去世后，他集结了保守主义力量成功抵制了工会的势力。在外交政策中，他则是不干预主义的大力倡导者之一。他先后于1940年、1948年、1952年试图获得共和党的总统提名，但都以失败告终。那一时期，他一直与纽约州州长、更温和的东部建制集团的领袖托马斯·杜威争夺共和党的控制权。塔夫脱自传的作者詹姆斯·帕特森（James T. Patterson）认为他诚实、有负责心、大胆、威严、又颇有才智，但同时也批评了他的竞争力、缺乏公共关系的技巧，并认为他有严重的党派偏见。
1957年，一个参议院委员会将塔夫脱与亨利·克莱、丹尼尔·韦伯斯特、约翰·C·卡尔霍恩、罗伯特·拉福莱特并列为美国最伟大的五位参议员。